# البلالية (حزم العدين)

تعديل مصدري - تعديل

البلالية محلة تابعة لقرية الحبيل، التابعة لعزلة بني اسعد بمديرية حزم العدين إحدى مديريات محافظة إب في الجمهورية اليمنية، بلغ تعداد سكانها 58 حسب تعداد اليمن لعام 2004.